# Île de Chaillac
L'île de Chaillac est une île située sur la Vienne appartenant à Chaillac-sur-Vienne.

## Description
Elle s'étend sur plus de 2,3 km de longueur pour une largeur maximale d'environ 300 m. Elle contient une seule habitation, un gîte rural « à la ferme » et est reliée par un pont à la rive droite de la Vienne. Elle ne communique donc pas directement avec le reste du territoire communal de Chaillac, intégralement compris en rive gauche.
Plus grande île naturelle sur la Vienne, un sentier de randonnée d'environ 5 km permet d'en faire le tour.

## Histoire
Le domaine agricole de Chaillac est une ancienne propriété de la Société générale des papeteries du Limousin, qui exploitait des usines à Saint-Junien notamment.